# Grand Budapest
 (mai 2020).
Si vous disposez d'ouvrages ou d'articles de référence ou si vous connaissez des sites web de qualité traitant du thème abordé ici, merci de compléter l'article en donnant les références utiles à sa vérifiabilité et en les liant à la section « Notes et références ».
Pour les articles homonymes, voir The Grand Budapest Hotel et Budapest (homonymie).
Le Grand Budapest (en hongrois : Nagy-Budapest) est un concept territorial désignant le nouveau périmètre de Budapest après son élargissement le 1er janvier 1950. Il résulte du vote de la loi XXVI de 1949, qui transforme les localités de la proche périphérie de Budapest en arrondissements. 
En rattachant 7 villes et 16 villages à l'ancien Budapest, sa superficie est passée de 207 km² à 525 km², le nombre de ses habitants de 1,05 million à 1,6 million et le nombre des districts de 14 à 22, devenant ainsi la septième métropole d’Europe à son époque.

## Source
- (en) Cet article est partiellement ou en totalité issu de l’article de Wikipédia en anglais intitulé « Greater Budapest » (voir la liste des auteurs).